# Zdenka Kovačiček
Zdenka Kovačiček, hrvaška jazz in rock pevka, * 16. januar 1944. 
Velja za eno najvidnejših pevk na hrvaški glasbeni sceni.

## Zgodnje življenje
Zdenka Kovačiček se je rodila dne 16. januarja 1944 v Zagrebu. Njen oče je prihajal iz Tuheljskih Toplic, mama pa iz Dubravice. Obiskovala je srednjo glasbeno šolo, kjer se je naučila igrati klavir in harmoniko. Svojo kariero je začela že kot otrok v Zagrebškem gledališču mladih, kjer je pela in plesala. Leta 1957 je skupaj z Nado Žitnik ustanovila duo Hani.

## Kariera
Po razpadu dua Hani v poznih šestdesetih letih se je odločila za samostojno kariero. Nastopala je po različnih evropskih klubih s priredbami številnih uspešnic.  Po vrnitvi nazaj v Zagreb je začela nastopati z uglednimi zagrebškimi jazz glasbeniki kot so Boško Petrović, Miljenko Prohaska in Damir Dičić. Leta 1970 je nastopila na Festivalu v Opatiji, kjer je izvedla pesem »Zbog jedne melodije davne« ter prejela nagrado žirije. Ta  nagrada je zaznamovala njeno vrnitev nazaj na hrvaško glasbeno sceno in napovedala začetek njene solo kariere.
V zgodnjih sedemdesetih letih je nastopala po različnih festivalih ter osvojila številne glasbene nagrade. Leta 1971 je nastopila na Zagrebškem festivalu, kjer je izvedla skladbo srbskega skladatelja Kornelija Kovača »Otvorila sam prozor«. Istega leta je nastopila tudi na Beograjskem pomladnem festivalu, kjer je izvedla skladbo srbskega skladatelja Vojkana Borisavljevića »Ljubav«. Leta 1972 je gostovala po vsej Sovjetski zvezi. Po vrnitvi nazaj v Jugoslavijo se je usmerila v rock glasbo. Leta 1973 je na festivalu BOOM v Ljubljani pred 7000 gledalci izvedla pesem »Klik temu broj 1«. Od takrat Kovačiček nosi naziv najbolj prefinjenega ženskega rock vokala na Hrvaškem.
Sredi sedemdesetih let se je njeno ime omenjalo v rock in jazz glasbi, nastopala je v vseh večjih blues in soul zasedbah ter prejela številne glasbene nagrade in bila razglašena za najboljši ženski vokal v Jugoslaviji.
Leta 1981 je izdala studijski album Frka v založbi Jugoton. Leta 1989 je izdala še album v angleščini »Love is a Game«, pri katerem je sodelovala z Daliborjem Paulikom in Davidom Stopperjem. Album so promovirali na festivalih v Los Angelesu, na Finskem in na Midemu v Cannesu. Takrat je pogosto nastopala z blues zasedbo Telephone, ki jo je vodil basist Tomas Krkac.
Konec osemdesetih in zgodnjih devetdesetih let je sodelovala s producentom in dirigentom Vanjo Lisakom. Leta 1991 je izdala »Happy jazz album«, ki vsebuje klasične jazz skladbe. Album je vsebuje pesmi od Georgie Garanjani in Peppinota Principeta. Med hrvaško osamosvojitveno vojno je podpirala dobrodelne koncerte po vsej Hrvaški in v tujini, kjer je imela številne koncerte v skupini Cro Music Aida. Leta 1999 je sodelovala z mladim skladateljem Markom Tomasovićem, s katerim je izdala studijski album »Zdenka Kovačiček«. Pesem »Žena za sva vremena« je doživela velik uspeh in jo je ponovno vrnila na sam vrh priljubljenosti. Na Zagrebškem festivalu 2000 je zmagala s pesmijo »Vrati se u moje dane«, ki jo je ponovno vrnilo na vrh hrvaških glasbenih lestvic.
V začetku leta 2000 je Hrvaška radiotelevizija posnela številne njene nastope, med drugim »Do zvijezda skupaj« in enourno televizijsko oddajo »I to sam ja«. Med letoma 2001 in 2004 je nastopila na pop festivalu Dora. Leta 2004 je izdala nov album »To Be Zdenka«. Leta 2022 je ponovno nastopila na Dori s pesmijo »Stay on the Bright Side« in zasedla 9. mesto.

## Zasebno življenje
Zdenka Kovačiček se je leta 1964 poročila z Avstrijcem Rudyjem Kamperskim. Na koncu sta se ločila. Ima pa hčerko Tino Kristino (* 1983), ki živi v New Yorku. Je feministka in se zavzema za pravice do splava in je tudi zagovorinica pravic živali.

## Diskografija

### Studijski albumi
- »Zdenka Kovačiček« (1978)
- »Frka« (1984)
- »Love is game« (1989)
- »Happy jazz album« – z Vanjom Lisakom in Georgeom Garanianom (1991)
- »Happy jazz album vol. II« (1994)
- »Žuta ruža« (1996)
- »Zdenka Kovačiček« (1999)
- »Ja živim svoj san« (2001)
- »To Be Zdenka« (2004)